# Pachymedusa dacnicolor
Pachymedusa dacnicolor är en groddjursart som först beskrevs av Cope 1864.  Pachymedusa dacnicolor ingår i släktet Pachymedusa och familjen lövgrodor. IUCN kategoriserar arten globalt som livskraftig. Inga underarter finns listade i Catalogue of Life.